# Días de ilusión
Días de ilusión es una película de Argentina filmada en Eastmancolor dirigida por Fernando Ayala sobre "Mamá Niebla", cuento original de Poldy Bird adaptado al cine por Eugenio Zappietro (conocido guionista de historietas que suele utilizar el seudónimo de Ray Collins), que se estrenó el 3 de julio de 1980 y que tuvo como actores principales a Andrea Del Boca, Luisina Brando, Fernando Siro e Hilda Bernard.

## Sinopsis
Una mujer que acaba de enviudar y su hija empiezan a vivir en un mundo de fantasía, hasta que la madre desaparece y ese universo mágico se hace realidad.

## Reparto
Intervinieron en el filme los siguientes intérpretes:
- Andrea Del Boca
- Luisina Brando
- Fernando Siro
- Hilda Bernard
- Alita Román
- Mauricio Kartún
- Nya Quesada
- Cristina Fernández
- Fernando Iglesias
- Alejandro Lunadei
- Jorge Povarché
- Joaquín Piñón
- Estela de la Rosa
- Marta Betoldi
- Stella de la Rosa
- Ricardo Wilson

## Comentarios
Esquiú escribió:

«Logra entretener»

La Nación opinó:

«Una historia conmovedora, con apelaciones sentimentales que están muy por encima de las que habitualmente tratan problemas entre padres e hijos.»

Manrupe y Portela escriben:

«Lo kitsch, la poesía tomada por error, la incomodidad de ver algo que transmite una imagen de total falsedad.»